# Sidney A. Fine

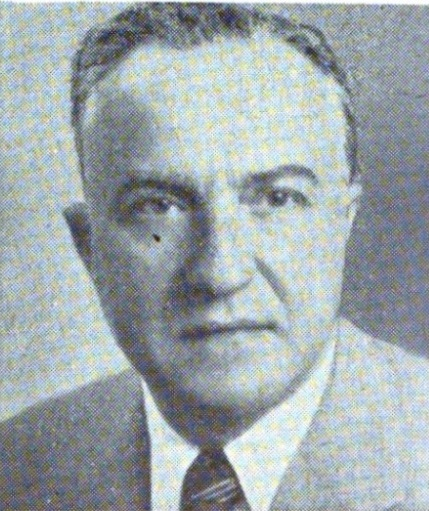
Sidney A. Fine

Sidney Asher Fine (* 14. September 1903 in New York City; † 23. April 1982 ebenda) war ein US-amerikanischer Jurist und Politiker. Zwischen 1951 und 1956 vertrat er den Bundesstaat New York im US-Repräsentantenhaus.

## Werdegang
Sidney Asher Fine besuchte öffentliche Schulen. 1923 graduierte er am City College of New York und 1926 an der rechtswissenschaftlichen Fakultät der Columbia University. Nach dem Erhalt seiner Zulassung als Anwalt 1926 begann er in New York City zu praktizieren. Er saß 1945 und 1946 in der New York State Assembly und zwischen 1947 und 1950 im Senat von New York. Politisch gehörte er der Demokratischen Partei an.
Bei den Kongresswahlen des Jahres 1950 für den 82. Kongress wurde Fine im 23. Wahlbezirk von New York in das US-Repräsentantenhaus in Washington, D.C. gewählt, wo er am 4. Januar 1951 die Nachfolge von Walter A. Lynch antrat. 1952 kandidierte er im 22. Wahlbezirk von New York für den 83. Kongress. Nach einer erfolgreichen Wahl trat er am 4. Januar 1953 die Nachfolge von Adam Clayton Powell junior an. Er wurde einmal wiedergewählt, trat allerdings am 2. Januar 1956 von seinem Sitz im Kongress zurück.
Zwischen 1956 und 1975 war er Richter am New York Supreme Court. Er lebte bis zu seinem Tod am 23. April 1982 in New York City. Sein Leichnam wurde dann auf dem Old Montefiore Cemetery in Queens beigesetzt.